# Tegipiolus
Tegipiolus is een geslacht van hooiwagens uit de familie Zalmoxioidae.
De wetenschappelijke naam Tegipiolus is voor het eerst geldig gepubliceerd door Roewer in 1949. 

## Soorten
Tegipiolus is monotypisch en omvat slechts de volgende soort:
- Tegipiolus pachypus